# 九鬼隆昌

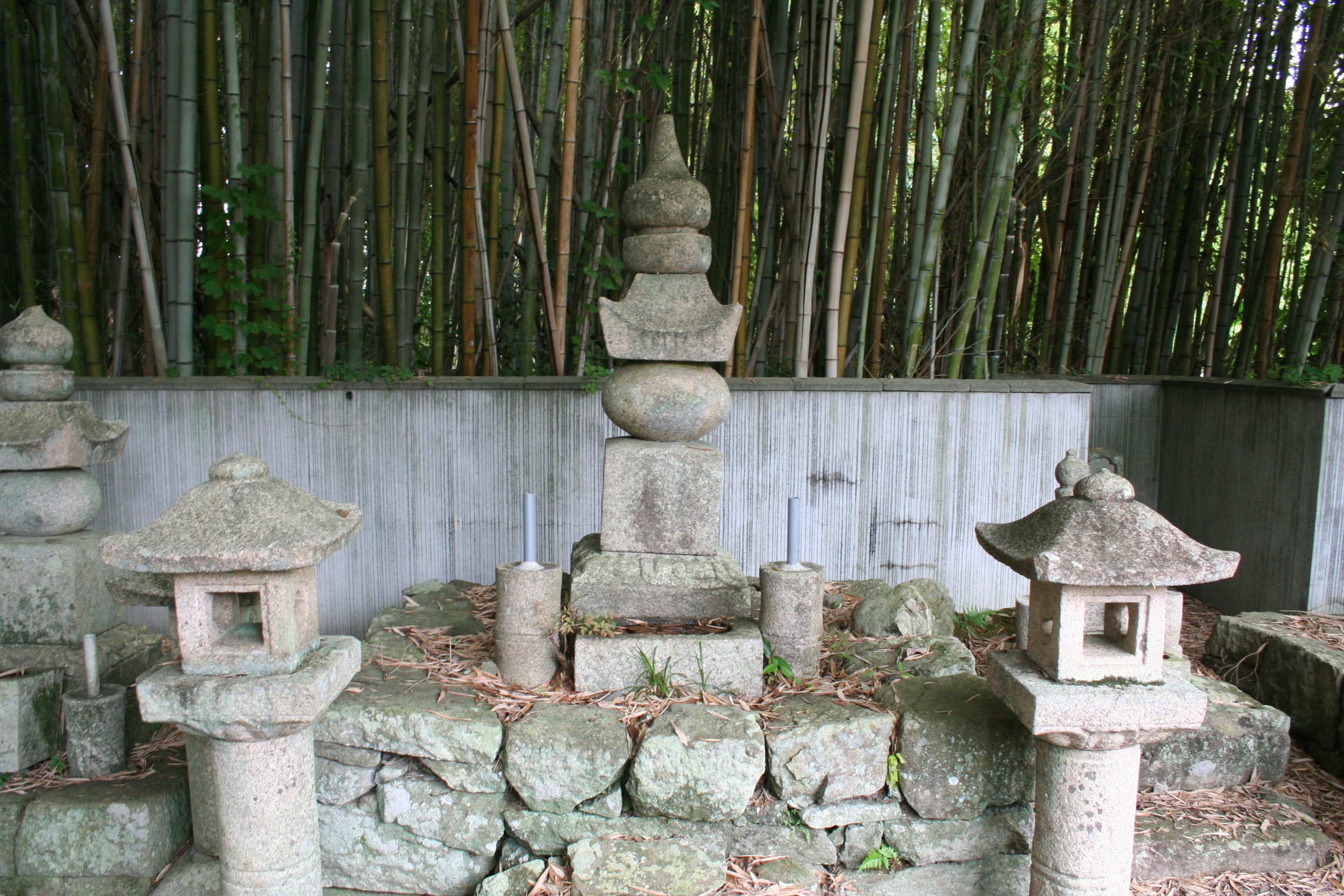
九鬼隆昌の墓（心月院）

九鬼 隆昌（くき たかまさ、正保4年（1647年） - 寛文9年6月28日（1669年7月25日））は、摂津三田藩の第2代藩主。九鬼氏14代当主。
正室は池田輝澄の娘。子に娘（九鬼隆律正室）。官位は従五位下、長門守。

## 生涯
正保4年（1647年）、初代藩主九鬼久隆の長男として三田で生まれる。幼名は孫次郎。慶安2年（1649年）、父の死去により跡を継ぐ。江戸城本丸普請の手伝い、朝鮮通信使の接待役、火消し役、京極高国改易後の宮津城在番などを務めた。藩政においても家臣の新規召抱えなどの藩政整備を行なったが、寛文9年（1669年）に23歳で死去した。跡を婿養子の隆律が継いだ。法号は清涼院。墓所は兵庫県三田市西山の心月院。